# Bob Baumhower
Robert Glenn „Bob“ Baumhower (* 8. April 1955 in Portsmouth) ist ein ehemaliger US-amerikanischer American-Football-Spieler auf der Position des Defensive Tackles. Er spielte seine gesamte Karriere von 1977 bis 1986 bei den Miami Dolphins in der National Football League (NFL).

## NFL
Baumhower wurde im NFL-Draft 1977 von den Miami Dolphins in der zweiten Runde an 40. Stelle ausgewählt. Bereits in seiner ersten Saison absolvierte er alle 14 Spiele bei den Dolphins als Starter. Eine Saison später, 1978, gelang ihm sein erster Touchdown nach einem Fumble. Baumhower wurde insgesamt fünfmal in den Pro Bowl gewählt (1979, 1981–1984). Mit den Dolphins erreichte er zweimal den Super Bowl (XVII und XIX), welche jedoch beide verloren wurden. nach der Saison 1986 trat er als Footballspieler zurück.
Am 14. Dezember 2008 wurde er in die Miami Dolphins Honor Roll aufgenommen, eine Banderole im New Miami Stadium, welche besondere Spieler der Miami Dolphins ehrt.

## Nach der Footballkarriere
Baumhower eröffnete 1981 in Tuscaloosa, Alabama, ein Restaurant. Mittlerweile existieren noch sieben weitere Filialen in Alabama.

## Privates
Baumhower ist der Onkel des Footballspielers Evan Mathis.